# Záboří (Středolabská tabule)
Záboří (229 m n. m.) je vrch v okresu Mělník Středočeského kraje. Leží asi 2 km jihovýchodně od vsi Záboří, na trojmezí katastrálních území Záboří, Přívory a Tuhaň. Je to nejvyšší bod Turbovického hřbetu.

## Geomorfologické zařazení
Geomorfologicky vrch náleží do celku Středolabská tabule, podcelku Mělnická kotlina, okrsku Všetatská pahorkatina a podokrsku Turbovický hřbet.

## Galerie

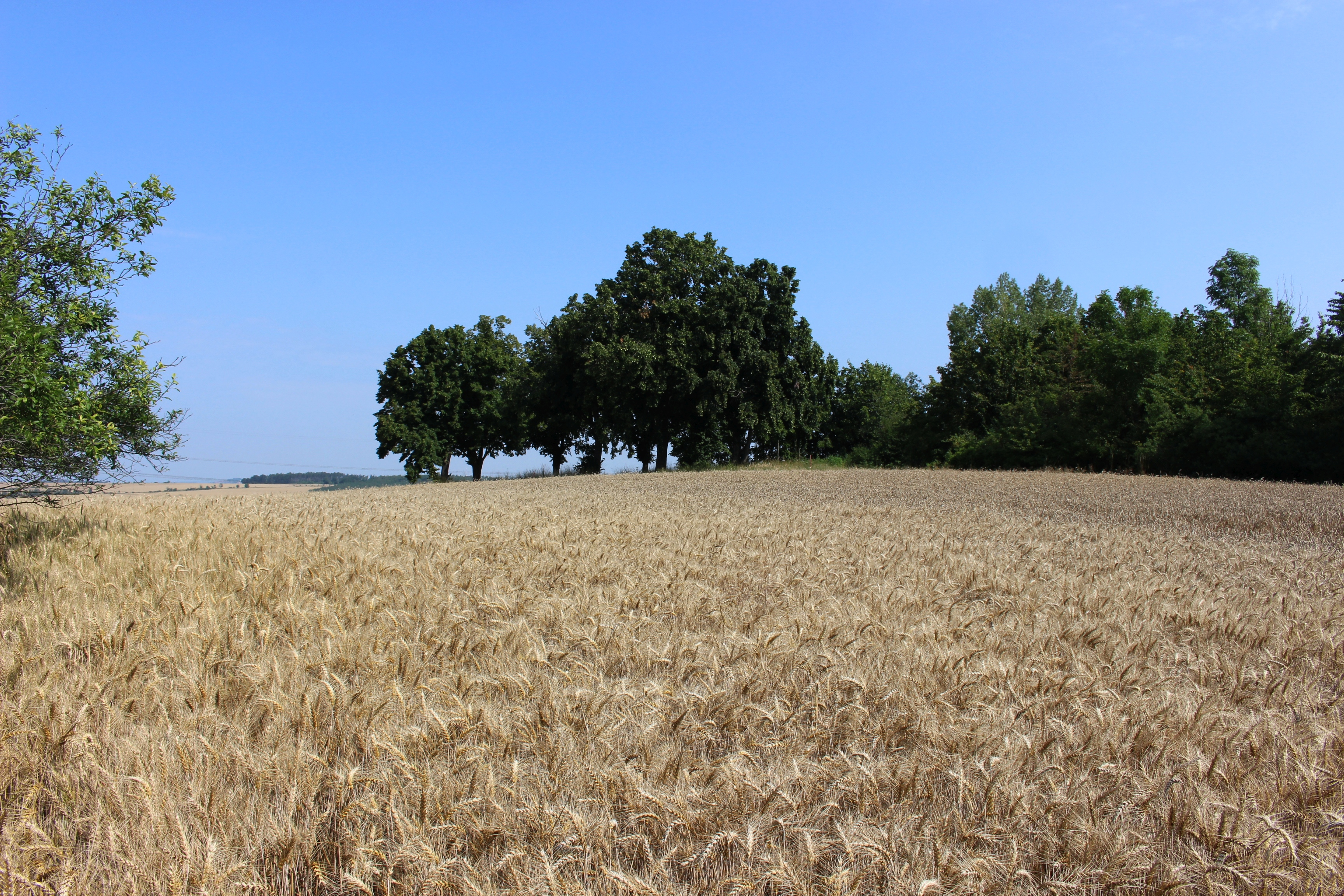
Vrchol
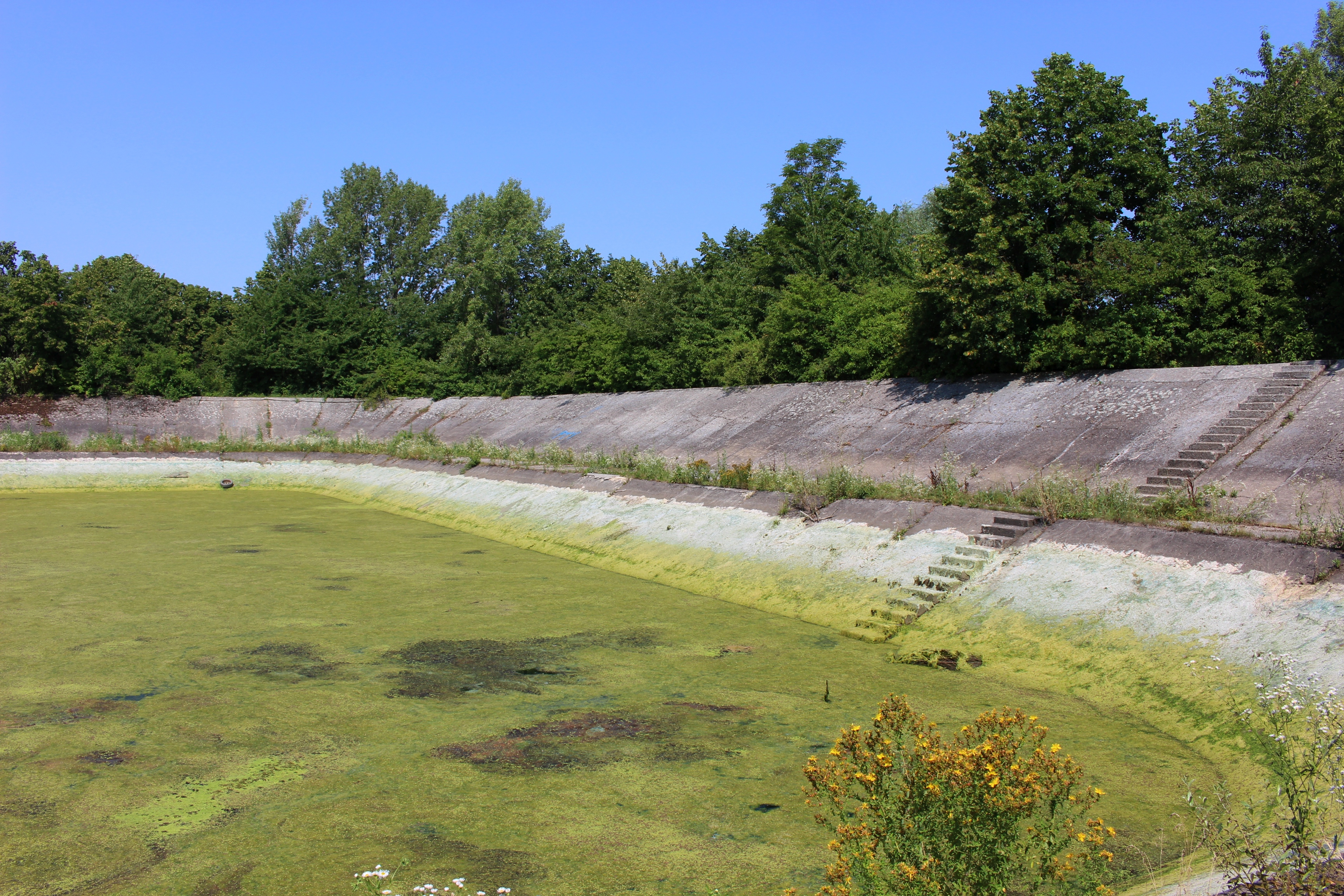
Zavlažovací nádrž nedaleko vrcholu
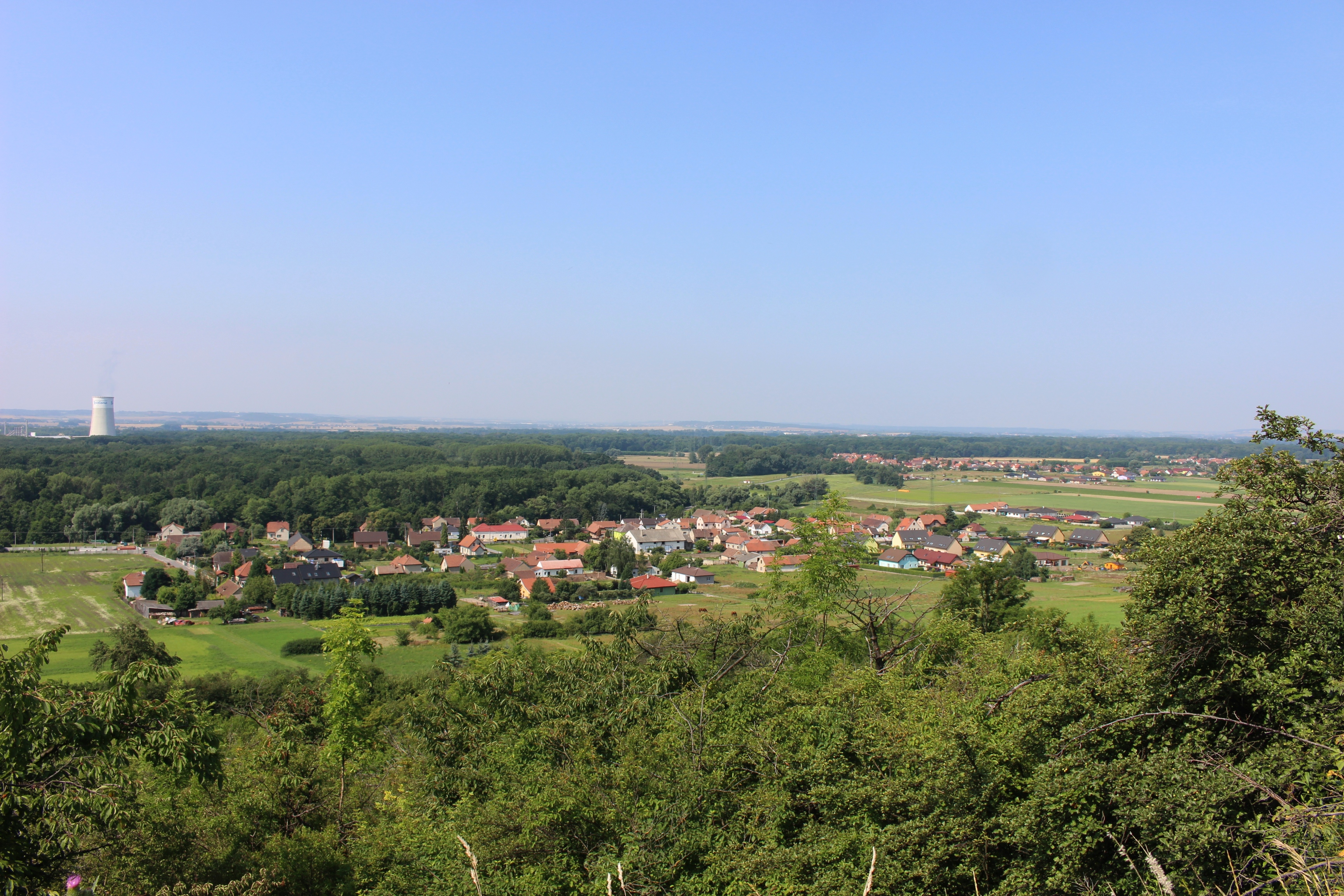
Červená Píska ze Záboří
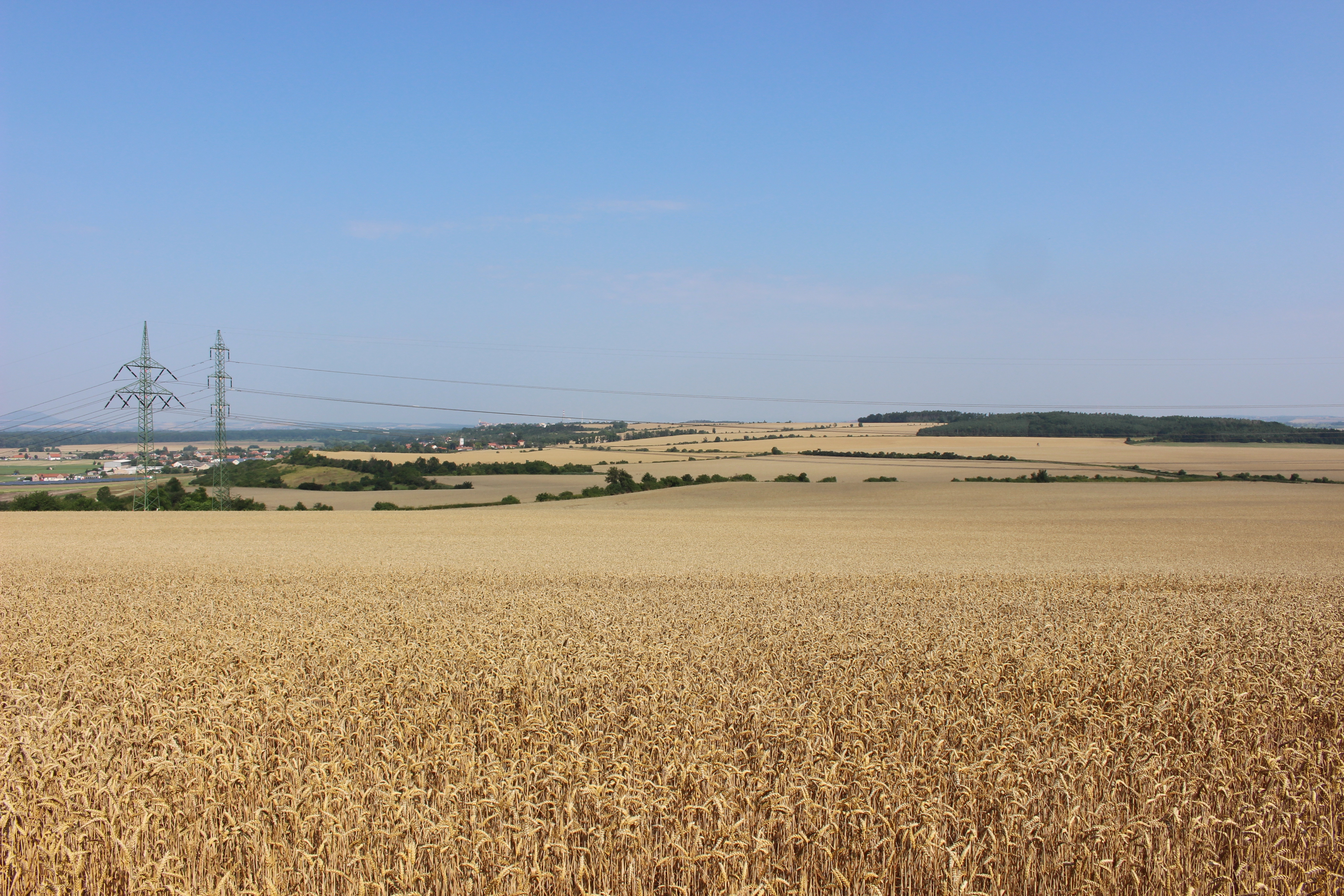
Pohled z vrcholu ke vsi Záboří